# New Zealand Football Championship 2017/18
Die New Zealand Football Championship 2017/18 (aus Sponsorengründen ISPS Handa Premiership 2017/18) war die vierzehnte Spielzeit der höchsten neuseeländischen Spielklasse im Fußball der Männer.

## Modus
Zunächst spielten alle Mannschaften in einer aus zehn Mannschaften bestehenden Liga in Hin- und Rückrunde gegeneinander, sodass jedes Team 18 Spiele bestritt. Die ersten vier Mannschaften nach der Vorrunde qualifizierten sich für die Meisterschafts-Play-offs, deren Halbfinale ebenfalls in Hin- und Rückspiel ausgetragen wurde. Im Finale wurde nur ein Spiel gespielt.

## Vorrunde

### Abschlusstabelle
| Pl.             | Verein                | Sp. | S  | U | N  | Tore    | Diff. | Punkte |
| --------------- | --------------------- | --- | -- | - | -- | ------- | ----- | ------ |
| 1.              | Auckland City FC (M)  | 18  | 12 | 4 | 2  | 041:120 | +29   | 40     |
| 2.              | Team Wellington       | 18  | 11 | 4 | 3  | 039:200 | +19   | 37     |
| 3.              | Canterbury United     | 18  | 11 | 3 | 4  | 035:200 | +15   | 36     |
| 4.              | Eastern Suburbs AFC   | 18  | 10 | 2 | 6  | 037:240 | +13   | 32     |
| 5.              | Southern United       | 18  | 6  | 6 | 6  | 028:270 | +1    | 24     |
| 6.              | Tasman United         | 18  | 6  | 5 | 7  | 034:390 | −5    | 23     |
| 7.              | Waitakere United      | 18  | 5  | 4 | 9  | 030:340 | −4    | 19     |
| 8.              | Hawke’s Bay United    | 18  | 5  | 4 | 9  | 021:360 | −15   | 19     |
| 9.              | Wellington Phoenix II | 18  | 4  | 3 | 11 | 027:530 | −26   | 15     |
| 10.             | Hamilton Wanderers    | 18  | 1  | 3 | 14 | 023:500 | −27   | 06     |
| Stand: Endstand |                       |     |    |   |    |         |       |        |

| (M) | amtierender neuseeländischer Meister |

## Meisterplayoff

### Halbfinale
| Datum              |                  | Ergebnis  |                     | Ort                       |
| ------------------ | ---------------- | --------- | ------------------- | ------------------------- |
| Sa., 24. März 2018 | Auckland City FC | 4:0 (0:0) | Eastern Suburbs AFC | Auckland (Kiwitea Street) |
| So., 25. März 2018 | Team Wellington  | 1:0 (1:0) | Canterbury United   | Wellington (Newton Park)  |

### Finale
| Datum              |                  | Ergebnis  |                 | Ort                              |
| ------------------ | ---------------- | --------- | --------------- | -------------------------------- |
| So., 1. April 2018 | Auckland City FC | 1:0 (0:0) | Team Wellington | Auckland (North Harbour Stadium) |

- Schiedsrichter: Campbell-Kirk Kawana-Waugh